# Robert Dione
Robert Dione (còn gọi là R. L. Dione) (23 tháng 2 năm 1922 tại Portland, Maine – 12 tháng 12 năm 1996 tại Clinton, Connecticut) là một giáo viên ở Connecticut và là tác giả của hai cuốn sách về UFO và thuyết nhà du hành vũ trụ cổ.

## Tiểu sử
Trong Thế chiến II, ông là một người lính nhảy dù trên chiến trường châu Âu. Ông lấy bằng Cử nhân khoa học tự nhiên từ Đại học Maine và tấm bằng Thạc sĩ khoa học xã hội từ Học viện Sư phạm Columbia. Ông đi du lịch nhiều nơi trên thế giới, và là tác giả của hai cuốn sách viết về thuyết phi hành gia cổ đại, God Drives a Flying Saucer (Chúa lái một chiếc đĩa bay) và một cuốn sách sau đó là Is God Super-Natural? - The 4000 Year Misunderstanding (Chúa có siêu nhiên không? - Hiểu lầm 4000 năm). Ông đã kết hôn và có năm đứa con.

## God Drives a Flying Saucer
Dione đã viết cuốn God Drives a Flying Saucer (Chúa lái một chiếc đĩa bay) vào năm 1969. Cuốn sách được biết đến với những tuyên bố lập dị:

- Chúa không phải là thực thể siêu nhiên mà là một phi hành gia UFO công nghệ tiên tiến (Saucerian God)
- Thiên thần Gabriel đã thôi miên Maria và tiêm cho bà một cây kim tiêm dưới da với tinh trùng của Chúa trong đó
- Chúa Giêsu được sinh ra bằng thụ tinh nhân tạo
- Chuyến viếng thăm ngoài trái đất từ người ngoài hành tinh là phổ biến trong cả Cựu Ước và Tân Ước
- Cảnh tượng mà Ezekiels nhìn thấy là ảo giác do UFOS gây ra
- UFOS là sứ giả của Chúa
- Chúa bất tử nhờ công nghệ
- Thiên đàng là một xã hội siêu công nghệ
- Tất cả các phép lạ sẽ được giải thích bằng công nghệ đĩa bay
- Bộ não con người giống như một chiếc radio: nó có thể nhận và phát ra tín hiệu điện từ
- Ngôi sao Bethlehem là một chiếc đĩa bay phát sáng

Dione tin rằng người ngoài hành tinh có thể theo dõi một người cụ thể trên trái đất và suy nghĩ để kiểm soát họ bằng cách sử dụng "tần số vô tuyến của Chúa". Dione tuyên bố rằng Chúa khó chịu với Nga vì chủ nghĩa vô thần của nó, vì vậy Chúa đã thao túng Hitler bằng cách gửi tín hiệu điện não từ Hitler nhằm lật đổ Đế quốc Nga. Dione cũng tuyên bố trong cuốn sách rằng Chúa Giêsu không thực hiện bất kỳ phép lạ nào trong Kinh Thánh, những phép lạ thực sự là do sự thao túng tâm trí gây ra bởi công nghệ ngoài hành tinh. Theo Dione, “Bằng cách sử dụng thuật thôi miên Ngài (Saucerian God) đã tạo ra những đối tượng bị trẹo xương, mù lòa, điên loạn mà Chúa Giêsu sẽ chữa trị vào một ngày sau đó”.